# Carlès
Carlès je priimek več oseb:
- Antonin Carlès, francoski kipar
- Emile-Jean-Gabriel Carlès, francoski general